# Konstantin Alexejevič Korovin
Konstantin Alexejevič Korovin, též psaný Constantin Korovin (rusky Константи́н Алексе́евич Коро́вин; 5. prosince 1861 Moskva – 11. září 1939 Paříž) byl ruský malíř, známý především impresionistickými obrazy, návrhy divadelních kostýmů a scén.
Narodil se jako syn kupce, studoval u Vasilije Perova a Alekseje Savrasova v Moskevské škole malířství, sochařství a architektury. Zde navázal celoživotní přátelství s kolegy studenty a pozdějšími známými malíři Isaakem Levitanem a Valentinem Serovem. Roku 1885 cestoval do Španělska a Francie, kde ho zaujali tamní impresionisté, takže si osvojil prvky jejich stylu. Později podnikal i další cesty po Evropě. 
V Ruském impériu vystavoval s uměleckou skupinou Peredvižnici a brzy se stal jedním z vůdčích představitelů impresionismu.  V letech 1909–1913 byl profesorem na Moskevské škole malby, sochařství a architektury. Navrhoval  divadelní scény pro moskevský Bolšoj těatr, pro Marijinské divadlo v Petrohradě i pro milánskou La Scalu, spolupracoval často se svým kamarádem Alexandrem Golovinem, poprvé na Světové výstavě v Paříži roku 1900, kde byla jejich expozice v Ruském pavilónu oceněna zlatou medailí. Z následujícího obdobíé pochází jeho návrh kostýmů pro operu Kníže Igor nebo portrét Fjodora Šaljapina.
Roku 1923 se se svým postiženým synem Alexejem odstěhoval do Paříže. Byl však okraden o své obrazy a zůstal bez prostředků, takže několik let žil v bídě a maloval četné Ruské zimy a Pařížské bulváry, jen aby se udržel nad vodou.
V českých sbírkách je zastoupen vzácně, jen jedním obrazemn v Národní galerii v Praze a díky Masarykově podpoře ruských umělců také na zámku v Lánech (Krajina s domky). 

## Galerie

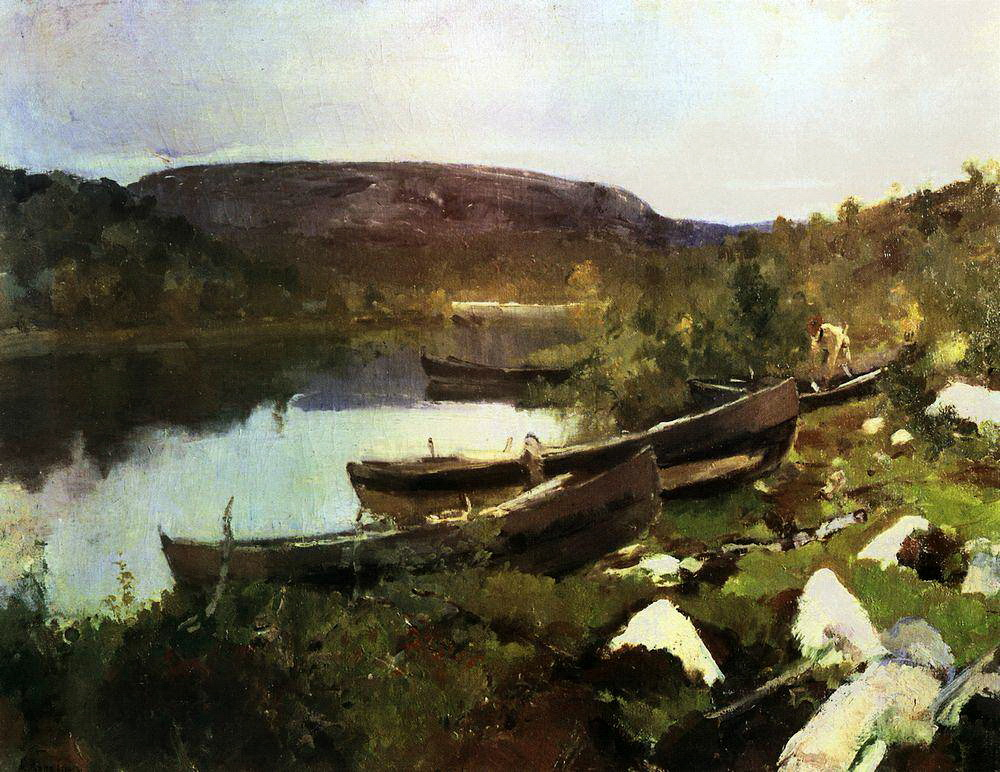
Potok sv. Trifona v Pečenze, 1894
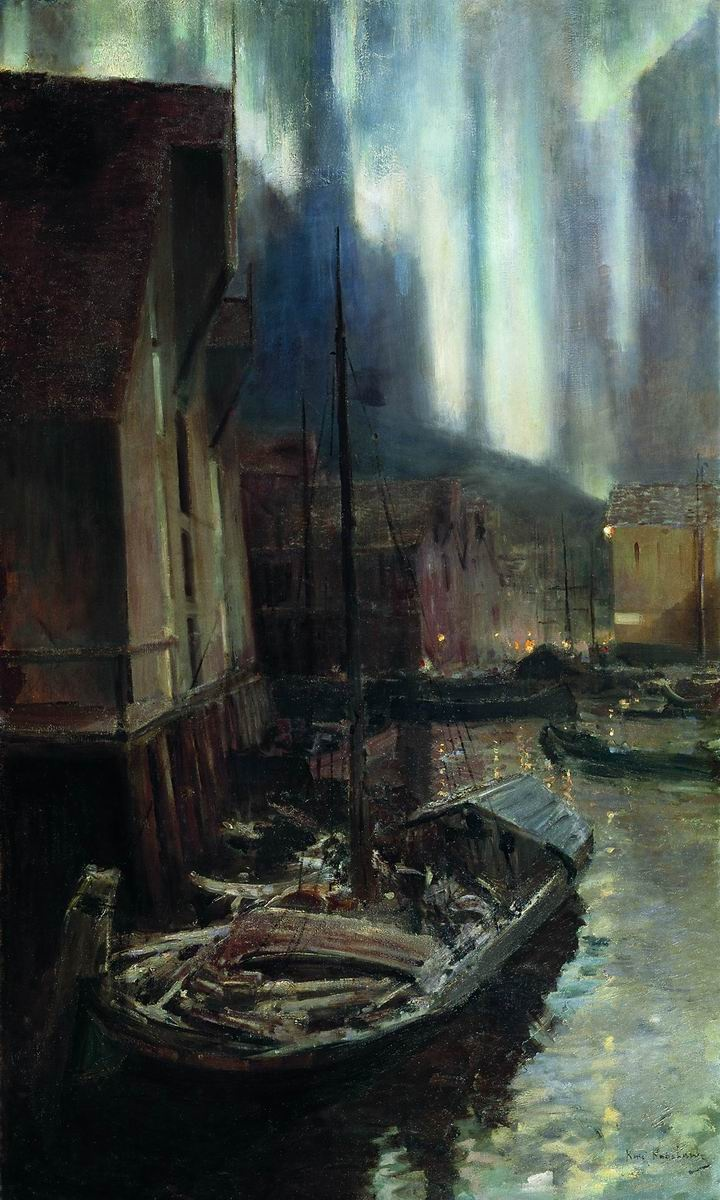
Hammerfest, polární záře, 1894–1895
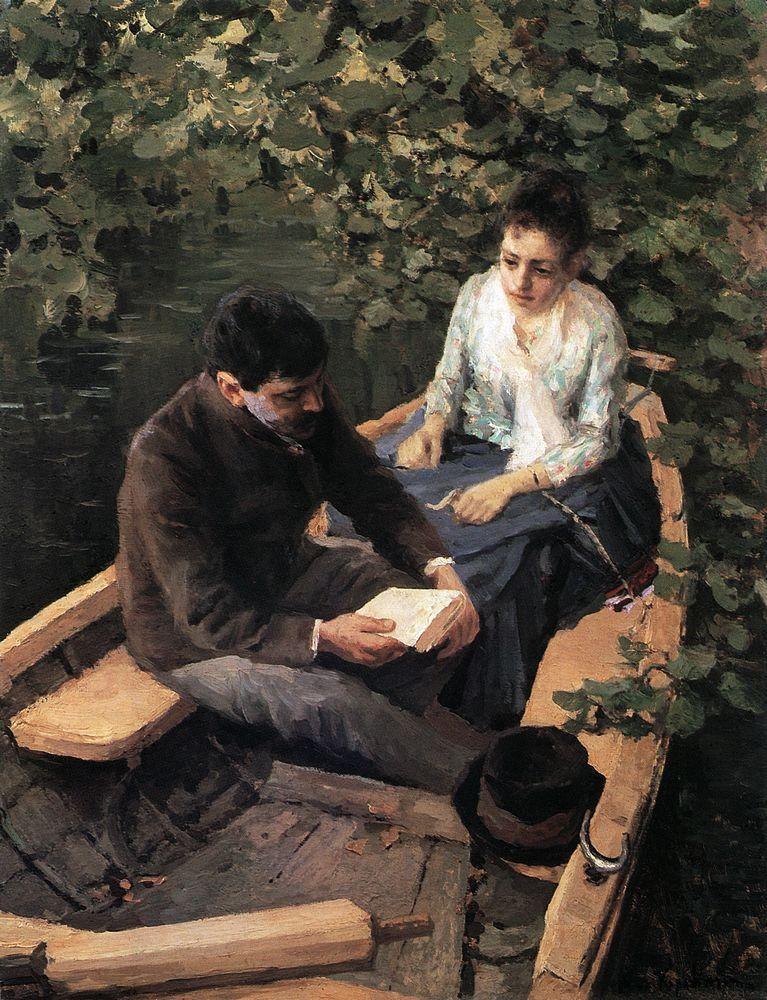
V loďce, 1888
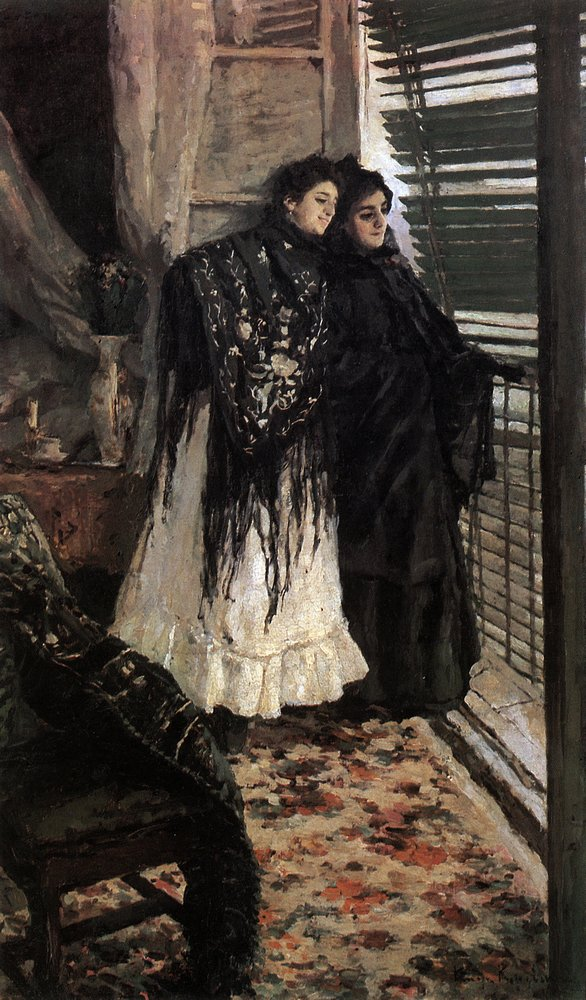
Na balkoně, španělské ženy Leonora a Ampara, 1888
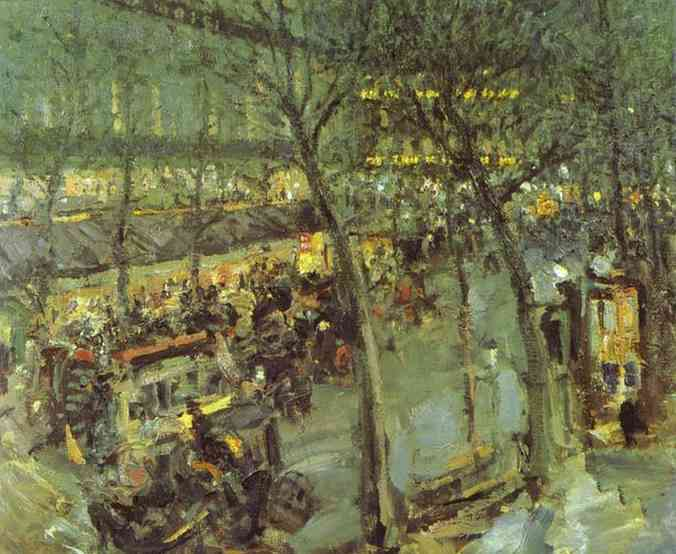
Cafe de la Paix, 1906
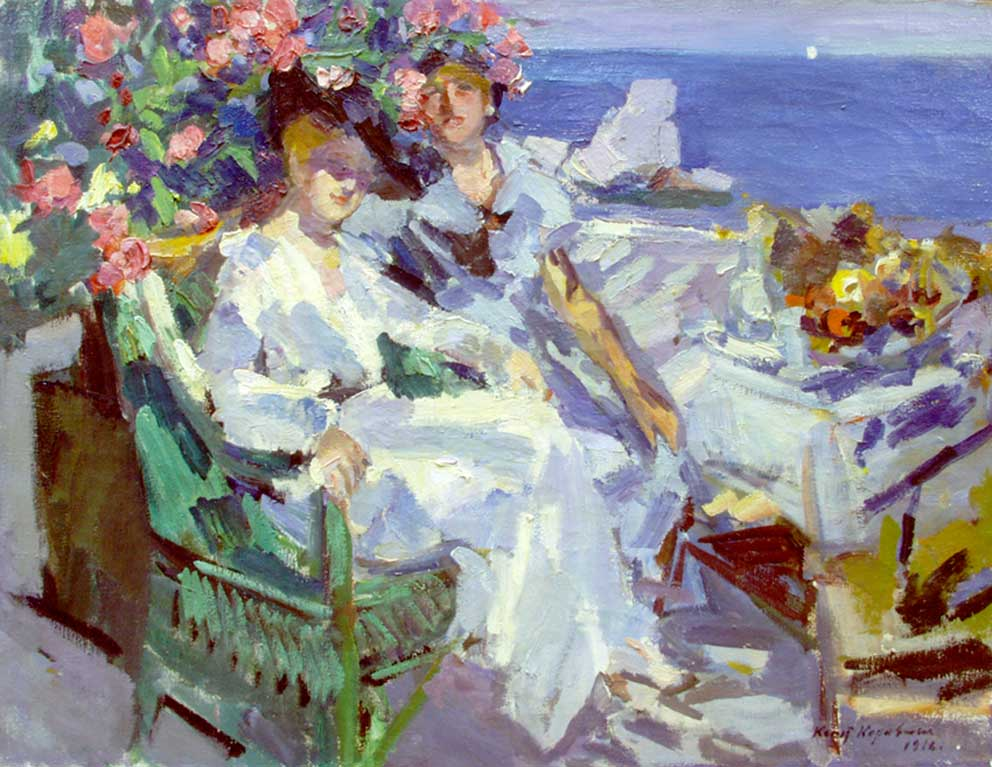
Dvě dámy na terase, 1911
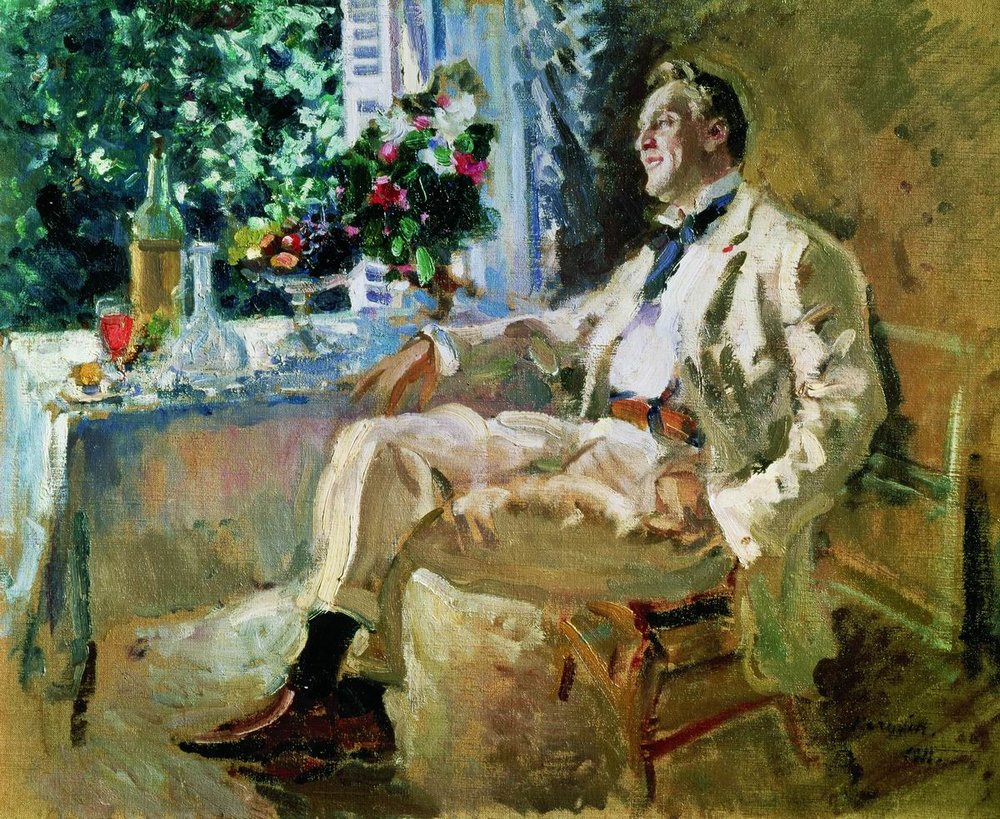
Fjodor Šaljapin, 1915
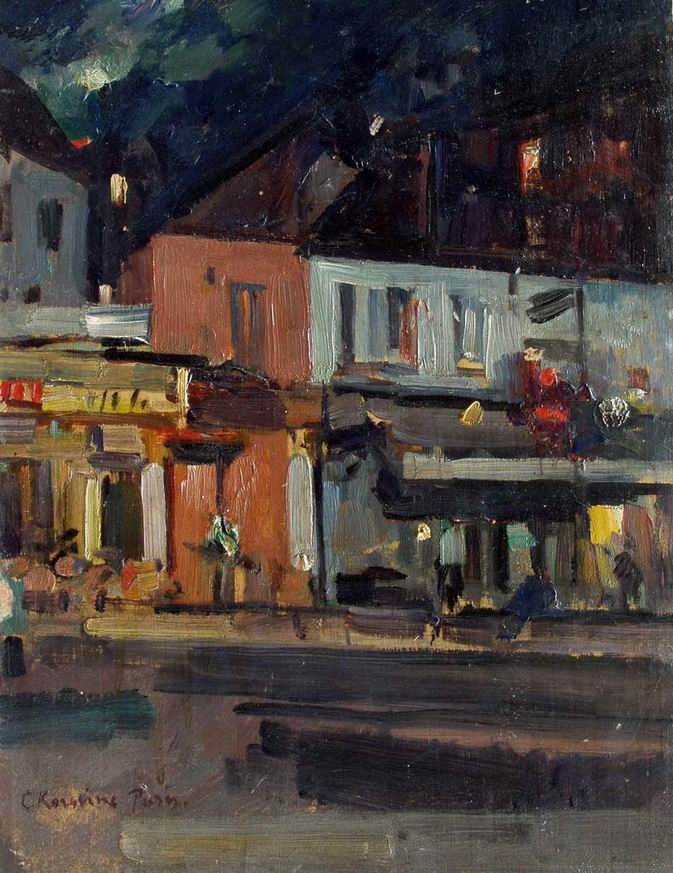
Měsíčná noc
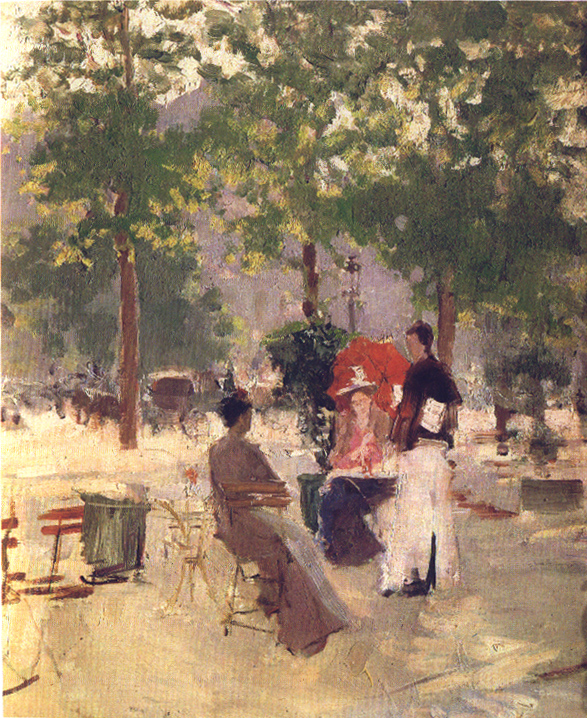
Pařížská kavárna
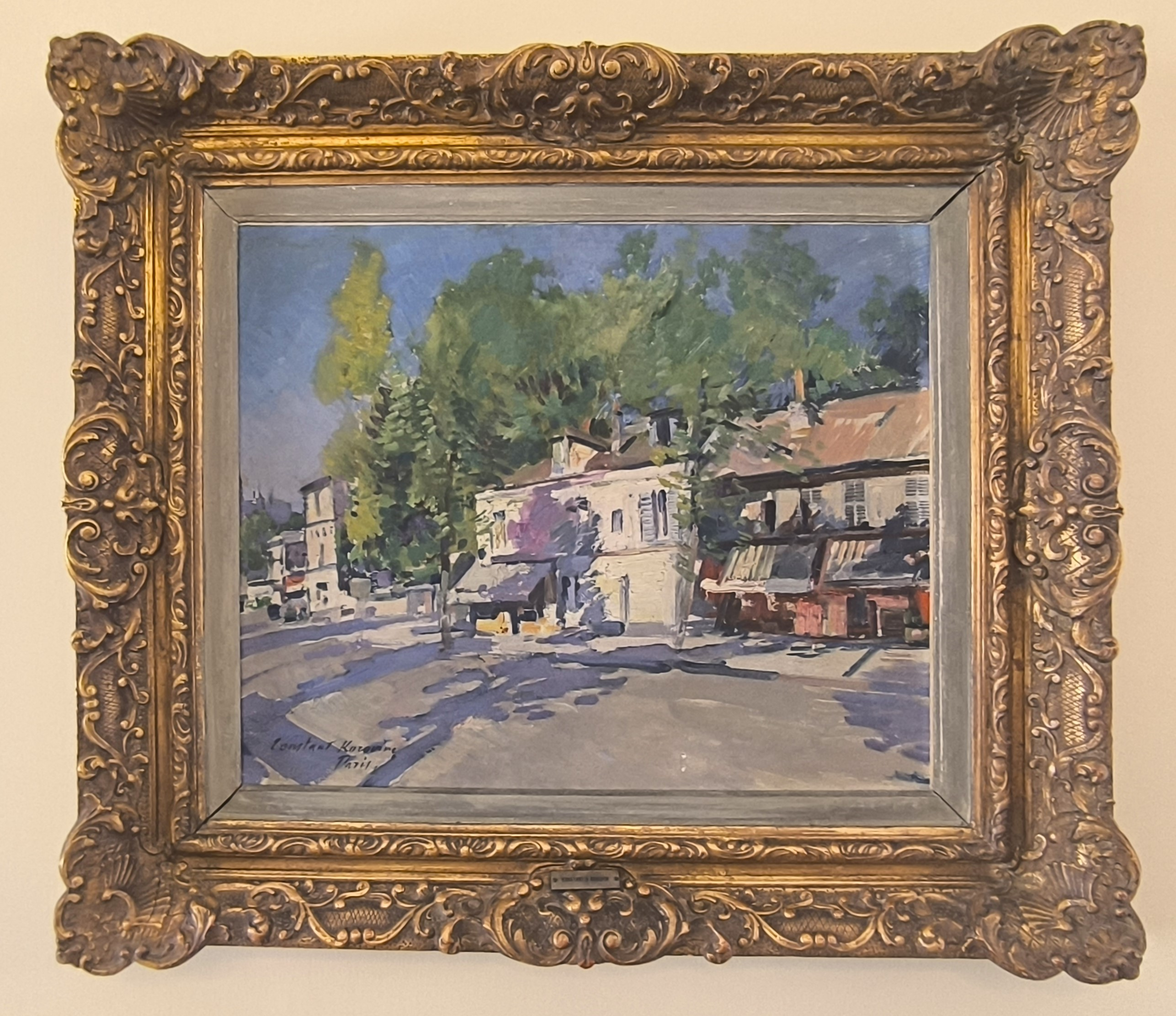
Krajina s domky